# Gloria Münchmeyer

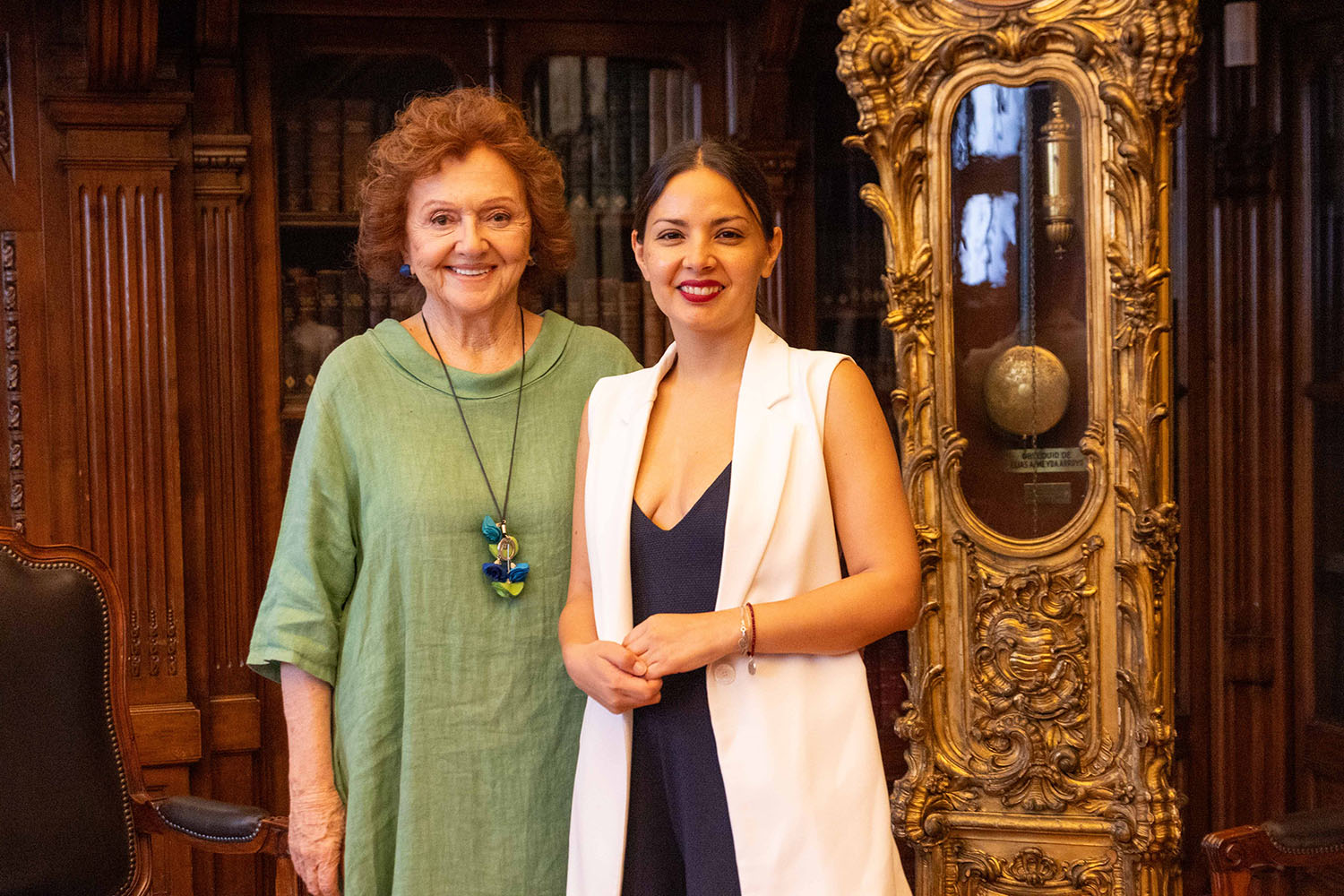
Gloria Münchmeyer y Carolina Arredondo

María Gloria Münchmeyer Barber; (Viña del Mar; 2 de septiembre de 1938) es una actriz chilena, de larga trayectoria en teatro, cine y televisión.
Se ha destacado por su facilidad al interpretar a grandes villanas en televisión y es ampliamente apreciada por sus actuaciones en teatro. Es considerada como uno de los hitos de la televisión chilena por sus papeles en La madrastra (1981), Los títeres (1984) y La invitación (1987).
Durante su trayectoria artística ha sido galardonada con diversos premios y reconocimientos. Obtuvo la Copa Volpi como Mejor Actriz en cine, siendo la primera persona del país en alcanzar dicho galardón en el Festival Internacional de Cine de Venecia en 1990 que se adjudicó por su papel en La luna en el espejo, obtuvo también cuatro Premios APES; Mejor Actriz de televisión (en dos ocasiones), Mejor Actriz de teatro en 1996 y a la Trayectoria en 2005, y el Premio Altazor a la Mejor actriz de televisión por Purasangre (2003). En 2006, Münchmeyer fue seleccionada como la novena mejor actriz de todos los tiempos en la lista de Chile Elige. En 2021 recibió el Premio Nacional de Humor de Chile.En 2024 recibió el Premio Caleuche a la Mejor actriz de soporte en cine por El conde (2023) y el Premio Pedro Sienna a la trayectoria artística.

## Familia
Hija de Enrique Alfonso Münchmeyer Straight (Valparaíso, 1902 - Ibidem, 1971) y Máxima (var. Maxinia) Marina Estela Barber Quiñones (Concepción, 1902 - Valparaíso, 1989). Estuvo casada con el actor Jorge Guerra, fallecido el viernes 6 de febrero de 2009, quien interpretaba a Pin Pon en los años 1960. Estaban separados desde principios de los años 1970. Es prima de la actriz Teresa Münchmeyer y madre de la actriz Catalina Guerra y dos hijos más.

## Carrera
Su incursión en el teatro fue gestionada por la compañía Teatro Ictus, con Jaime Celedón, Claudio di Girolamo y Jorge Díaz. Fue asistente de dirección de Víctor Jara en la obra La maña (1965). Su primera obra profesional fue dirigida por Gustavo Meza en la obra Billy el mentiroso (1966). Entre 1970 y 1973 trabajó como script y asistente de producción en Chilefilms. A fines de 1973, regresó al Ictus, y tiempo después, se incorporó a la compañía Le Signe. Durante la década de 1980, participó activamente en el Teatro UC.
Gloria Munchmeyer, en Los títeres (1984), introdujo el concepto «peinar la muñeca», cuando en la escena final se la muestra abstraída como una niña peinando una muñeca, en alusión a su demencia. En 1984, Münchmeyer declaró: Adriana Godan es el mejor personaje que se haya escrito para un telenovela.
En teleseries se ha destacado por su facilidad para interpretar personajes antipáticos y de gran fuerza interpretativa, principalmente en La madrastra (1981), Alguien por quien vivir (1982), La noche del cobarde (1983), Los títeres (1984), Matrimonio de papel (1985), Ángel Malo (1986), La invitación (1987), Semidiós (1988), ¿Te conté? (1990),  Villa Napoli (1991), Marrón glacé (1993), El amor está de moda (1995), Fuera de control (1999), Purasangre (2002), Destinos cruzados (2004), El laberinto de Alicia (2011) y Reserva de familia (2012). A su vez, obtuvo el reconocimiento popular al interpretar el sketch de comedia La Vicky y la Gaby, junto a Rebeca Ghigliotto.

## Filmografía

### Cine
| Año  | Título                                    | Personaje                      | Director          |
| ---- | ----------------------------------------- | ------------------------------ | ----------------- |
| 1970 | La casa en que vivimos                    | Esposa de Julio (en el futuro) | Patricio Kaulen   |
| 1971 | Voto + fusil                              |                                | Helvio Soto       |
| 1972 | Estado de sitio                           | Líder Tupamaros                | Costa-Gavras      |
| 1977 | Julio comienza en julio                   | Josefina                       | Silvio Caiozzi    |
| 1980 | Cualquier día                             |                                | Luciano Tarifeño  |
| 1982 | Los deseos concebidos                     | Dueña de pensión               | Cristian Sánchez  |
| 1988 | Imagen latente                            |                                | Pablo Perelman    |
| 1990 | La luna en el espejo                      | Lucrecia                       | Silvio Caiozzi    |
| 1990 | ¡Viva el novio!                           | Mariluz Infante                | Gerardo Cáceres   |
| 1992 | Los agentes de la KGB también se enamoran | Madame                         | Sebastián Alarcón |
| 1998 | Cielo ciego                               | Julieta                        | Nicolás Acuña     |
| 1999 | El desquite                               |                                | Andrés Wood       |
| 2000 | Coronación                                | Adriana Gross                  | Silvio Caiozzi    |
| 2006 | El rey de San Gregorio                    | Madre de Pedro                 | Alfonso Gazitúa   |
| 2006 | Pecados, confesiones de mujer             | Ira                            | Martín Rodríguez  |
| 2006 | Padre Nuestro                             | Neche                          | Rodrigo Sepúlveda |
| 2008 | El Regalo                                 | Lucy                           | Cristián Galaz    |
| 2009 | El baile de la Victoria                   | Directora de escena            | Fernando Trueba   |
| 2015 | El bosque de Karadima                     | Elena Fariña                   | Matías Lira       |
| 2016 | Viejos amores                             | Ella misma                     | Gloria Laso       |
| 2018 | Calzones rotos                            | Matilde                        | Arnaldo Valsecchi |
| 2020 | Perra vida                                |                                | Felipe Braun      |
| 2023 | El Conde                                  | Lucía Hiriart                  | Pablo Larraín     |

### Televisión
| Año  | Título                   | Personaje                         | Ref.                |
| ---- | ------------------------ | --------------------------------- | ------------------- |
| 1971 | La pendiente             | Rebeca                            | Canal 13            |
| 1981 | La madrastra             | Estrella Morán                    | Canal 13            |
| 1982 | Alguien por quien vivir  | Silvia Correa                     | Canal 13            |
| 1983 | La noche del cobarde     | Paloma                            | Canal 13            |
| 1984 | Los títeres              | Adriana Godan                     | Canal 13            |
| 1985 | Matrimonio de papel      | Claudia Robinson                  | Canal 13            |
| 1986 | Ángel malo               | Estela Álvarez                    | Canal 13            |
| 1987 | La invitación            | Irene Vilar                       | Canal 13            |
| 1988 | Semidiós                 | Paloma del Río                    | Canal 13            |
| 1988 | Matilde dedos verdes     | Laura Olea                        | Canal 13            |
| 1990 | ¿Te conté?               | Elena Valdivieso                  | Canal 13            |
| 1991 | Villa Nápoli             | Claudia Huidobro                  | Canal 13            |
| 1992 | El palo al gato          | Cristina Dupré                    | Canal 13            |
| 1993 | Marrón glacé             | Clotilde ''Cló'' Vargas           | Canal 13            |
| 1994 | Champaña                 | Olivia Carter                     | Canal 13            |
| 1995 | El amor está de moda     | Cecilia Correa                    | Canal 13            |
| 1996 | Marrón glacé, el regreso | Clotilde ''Cló'' Vargas           | Canal 13            |
| 1997 | Eclipse de luna          | Ana Celis                         | Canal 13            |
| 1998 | Amándote                 | Victoria Archer                   | Canal 13            |
| 1999 | Fuera de control         | Diva Oyarzún                      | Canal 13            |
| 2000 | Sabor a ti               | Sol Mora                          | Canal 13            |
| 2001 | Piel canela              | Vida Suárez                       | Canal 13            |
| 2002 | Purasangre               | Violeta Salazar                   | Televisión Nacional |
| 2003 | Pecadores                | Úrsula Pérez                      | Televisión Nacional |
| 2004 | Destinos cruzados        | Esther Dickinson                  | Televisión Nacional |
| 2005 | Versus                   | Nélida Rojo                       | Televisión Nacional |
| 2006 | Floribella               | Greta Fassbinder                  | Televisión Nacional |
| 2007 | Fortunato                | Aurora Valdivieso                 | Mega                |
| 2009 | Cuenta conmigo           | Eugenia Lazcano                   | Canal 13            |
| 2011 | El laberinto de Alicia   | Helen Harper                      | Televisión Nacional |
| 2012 | Reserva de familia       | Estela Solar de Arce              | Televisión Nacional |
| 2013 | Dos por uno              | Carlota Pinto                     | Televisión Nacional |
| 2014 | Chipe libre              | Violeta Riesco / Margarita Riesco | Canal 13            |
| 2015 | Matriarcas               | Isabelle Stanford                 | Televisión Nacional |
| 2019 | Gemelas                  | Dolores "Loló" Beltrán            | Chilevisión         |
| 2020 | La torre de Mabel        | Adriana Godan                     | Canal 13            |

| Año  | Título                          | Personaje         | Notas                | Ref.   |
| ---- | ------------------------------- | ----------------- | -------------------- | ------ |
| 1971 | Sin amor                        | Elisa             |                      |        |
| 1994 | Soltero a la medida             | Catherina Soldi   |                      |        |
| 2004 | Geografía del deseo             | María Luisa       | 3 episodios          |        |
| 2006 | JPT: Justicia para todos        | Carla Ríos        | Episodio: Asfixiados |        |
| 2007 | Tres son multitud               | Beatriz Rozas     |                      | [ 15 ] |
| 2010 | Los 80                          | Leonora Peñaloza  | Episodio: La familia | [ 16 ] |
| 2012 | Cobre                           | Elena Donoso      | 5 episodios          | [ 17 ] |
| 2014 | La canción de tu vida           | Madre de Marcela  |                      |        |
| 2015 | Los años dorados                | Cecilia Fernández |                      | [ 18 ] |
| 2015 | El bosque de Karadima, la serie | Elena Fariña      | 3 episodios          |        |
| 2018 | Grandes Pillos                  | Gibert van Erpe   | Episodio: Madame Gil | [ 19 ] |
| 2020 | Los Carcamales                  | Estela Jáuregui   |                      | [ 20 ] |
| 2022 | 42 días en la oscuridad         | Berta del Río     | 6 episodios          | [ 21 ] |

Programas
- 1966: Historia de los lunes (Canal 9)
- 1975: La manivela (TVN)
- 1983: La hora de Juan Pérez (Canal 13) como Úrsula.
- 1983-1984: Los Valverde (Canal 13) como Gloria.
- 1984-1992: Mediomundo (Canal 13) como Vicky.
- 1995-1997: Venga conmigo (Canal 13) como Vicky.
- 2009: Teatro en Chilevisión (Chilevisión) como Eliana.
- 2014: Sin maquillaje (TVN) - Invitada
- 2018: Historias del alma (Chilevisión) - Conductora
- 2023: Te paso a buscar (Canal 13) - Invitada
- 2023: Buenas noches a todos (TVN) - Invitada

## Publicidad
- Casino Enjoy (2012) - Protagonista del comercial.

## Teatro
Ha participado en aproximadamente cuarenta obras de teatro. Entre las principales, destacan:
- Billy el mentiroso (1966) - Bárbara, la novia formal
- Tres noches de un sábado (1972)
- Nadie sabe para quien se enoja (1974)
- Un tranvía llamado deseo (1978)
- No te vayas, ratoncito (1978)
- O'Higgins (1978)
- El gran baile (1979)
- Un tranvía llamado deseo (1979)
- Las preciosas ridículas  (1980)
- Sganarelle (1980)
- Casa de muñecas (1980)
- El rey se muere (1981)
- Urfaust (1982)
- La Balsa de la Medusa (1984)
- Háblame de Laura (1986)
- Largo viaje del día hacia la noche (2001)
- Roberto Zucco (2006)
- El jardín de los cerezos (2007)
- Las tres hermanas (2009)
- La pérgola de las flores (2010)
- Moscas sobre mármol (2010)
- Días contados (2010)
- Feas, ¿quién quiere ser Gloria Munchmeyer? (2010) (voz)
- Living (2011)
- La casa de Bernarda Alba (2011)
- Soy como ustedes (2014)
- El Marinero (2015)
- Happy End (2016)
- Tío Vania (2017)
- Hedda Gabler (2018)
- Viejas de mierda (2019)

## Premios y nominaciones
Festival Internacional de Cine de Venecia
| Año  | Categoría                    | Película             | Resultado |
| ---- | ---------------------------- | -------------------- | --------- |
| 1990 | Copa Volpi a la mejor actriz | La luna en el espejo | Ganadora  |

Premio APES
| Año  | Categoría                             | Película                           | Resultado |
| ---- | ------------------------------------- | ---------------------------------- | --------- |
| 1993 | Mejor actriz principal - Televisión   | Marrón Glacé                       | Ganadora  |
| 1996 | Mejor actriz de reparto - Televisión< | El amor está de moda               | Ganadora  |
| 2001 | Mejor actriz - teatro                 | Largo viaje del día hacia la noche | Ganadora  |
| 2002 | Mejor actriz principal                | Purasangre                         | Nominada  |
| 2005 | Mejor actriz                          | Trayectoria                        | Ganadora  |

Premio Altazor
| Año  | Categoría                           | Película                           | Resultado |
| ---- | ----------------------------------- | ---------------------------------- | --------- |
| 2002 | Mejor actriz - teatro               | Largo viaje del día hacia la noche | Nominada  |
| 2003 | Mejor actriz principal - Televisión | Purasangre                         | Ganadora  |
| 2010 | Mejor actriz - teatro               | Días contados                      | Nominada  |

Premios Caleuche
| Año  | Categoría                                         | Película                        | Resultado |
| ---- | ------------------------------------------------- | ------------------------------- | --------- |
| 2016 | Mejor actriz de soporte en cine                   | El bosque de Karadima           | Nominada  |
| 2016 | Mejor actriz protagónica en series y/o miniseries | Los años dorados                | Nominada  |
| 2016 | Mejor actriz de soporte en series y/o miniseries  | El bosque de Karadima, la serie | Nominada  |
| 2023 | Mejor actriz de soporte en series y/o miniseries  | 42 días en la oscuridad         | Ganadora  |
| 2024 | Mejor actriz de soporte en cine                   | El conde                        | Ganadora  |

Premios Pedro Sienna
| Año  | Categoría               | Película              | Resultado |
| ---- | ----------------------- | --------------------- | --------- |
| 2023 | Mejor actriz secundaria | El conde              | Ganadora  |
| 2023 | Trayectoria artística   | Trayectoria artística | Ganadora  |

Otros premios
- 1978 - Mejor actriz en Festival de Cine Publicitario
- 1991 - Premio Cine UC a la Mejor actriz de cine por La luna en el espejo
- 2021 - Premio Nacional de Humor de Chile
- 2022: Elegida entre los 100 Líderes Mayores por la Fundación Conecta Mayor, El Mercurio y la PUC. Distinción otorgada por Municipalidad de Providencia.